# Церква Успіння Пресвятої Богородиці (Соколів)
Церква Успіння Пресвятої Богородиці в Соколові — парафія і храм Бучацького благочиння Тернопільської єпархії Православної церкви України в селі Соколів Чортківського району Тернопільської области.

## Історія церкви
У 1843 році за патронатом Владислава та Марії Богуцьких був збудований мурований храм Успіння Пресвятої Богородиці. У ньому було три вівтарі: великий — з іконою Святої Трійці, лівий — з іконою Божої Матері, і правий — з іконою святого Миколая Чудотворця. Замість іконостасу храм прикрашали дерев'яні фігурні оздоби.
При вході до храму була дерев'яна брама. Поруч стояла дерев'яна дзвіниця з 6 дзвонами. У 1885 році було придбано необхідний церковний інвентар.
З 1962 по 1975 рік церква була закрита і використовувалася як зерносховище. Завдяки Йосипу Патроняку храм відкрили, і відтоді кожної третьої неділі богослужіння відправляв священник із села Золотий Потік.
З приходом о. Григорія Смоляка розпочалося внутрішнє та зовнішнє відновлення церкви.
У 2005 році на перехресті доріг у центрі села встановили фігуру Матері Божої.
У 2007 році відновили криницю, де на Богоявлення парафіяни освячують воду.

## Парохи
- о. Григорій Смоляк (з травня 1988).